# Douglas-Skala
Die Douglas-Skala ist eine Skala zur Klassifikation des Seegangs auf See. Sie besteht aus zwei Teilskalen von Eins bis Neun. Beide Teilskalen ordnen dem Seegang (bestehend aus Dünung und Windsee) und der Dünung separat einen Wert zu. Als Windsee werden Wellen bezeichnet, die unter direktem Einfluss lokaler Winde an der Wasseroberfläche erzeugt werden. Als Dünung werden Wellen bezeichnet, die nicht von aktuellen, lokalen Ereignissen herrühren.
Die Skala wurde in den 1920er Jahren vom damaligen Kapitän und Hydrographen der Royal Navy, Sir Henry Percy Douglas, konzipiert und 1929 in Kopenhagen zum internationalen Gebrauch angenommen. Ein ähnliches Klassifikationssystem für den Windstärke ist die Beaufortskala.

## Seegang
| Wert | Wellenhöhe in Metern | Beschreibung (deutsch) | Beschreibung (englisch) |
| ---- | -------------------- | ---------------------- | ----------------------- |
| 0    | keine Wellen         | spiegelglatte See      | Calm (glassy)           |
| 1    | 0,00 - 00,10         | gekräuselte See        | Calm (rippled)          |
| 2    | 0,10 - 00,50         | schwach bewegte See    | Smooth                  |
| 3    | 0,50 - 01,25         | leicht bewegte See     | Slight                  |
| 4    | 1,25 - 02,50         | mäßig bewegte See      | Moderate                |
| 5    | 2,50 - 04,00         | grober Seegang         | Rough                   |
| 6    | 4,00 - 06,00         | sehr grober Seegang    | Very rough              |
| 7    | 6,00 - 09,00         | hoher Seegang          | High                    |
| 8    | 9,00 - 14,00         | sehr hoher Seegang     | Very High               |
| 9    | über 14,0            | sehr hoher Seegang     | Phenomenal              |

1. ↑  Die Wellenhöhe wird zwischen Hochpunkt eines Wellenbergs und Tiefpunkt eines Wellentals gemessen.

## Dünung
| Wert | Beschreibung                                                            |
| ---- | ----------------------------------------------------------------------- |
| 0    | keine Dünung                                                            |
| 1    | sehr gering (kurze, niedrige Wellen)                                    |
| 2    | gering (lange, niedrige Wellen)                                         |
| 3    | leicht (kurze, mittelhohe Wellen)                                       |
| 4    | moderat (mittellange, mittelhohe Wellen)                                |
| 5    | moderat stürmisch (lange, mittelhohe Wellen)                            |
| 6    | stürmisch (kurze, hohe Wellen)                                          |
| 7    | hoch (mittellange, hohe Wellen)                                         |
| 8    | sehr hoch (lange, hohe Wellen)                                          |
| 9    | unregelmäßig, durcheinanderlaufend (Wellenlänge und -höhe unbestimmbar) |

| kurz:       | Wellenlänge kleiner als 100 m |
| mittellang: | Wellenlänge 100 m bis 200 m   |
| lang:       | Wellenlänge größer als 200 m  |

| niedrig:    | Wellenhöhe kleiner als 2 m |
| mittelhoch: | Wellenhöhe 2 m bis 4 m     |
| hoch:       | Wellenhöhe größer als 4 m  |